# Paris-Roubaix 1922
Paris-Roubaix din 1922 a fost a 23-a ediție a Paris-Roubaix, o cursă clasică de ciclism de o zi din Franța. Evenimentul a avut loc pe 16 aprilie 1922 și s-a desfășurat pe o distanță de 263 de kilometri de la Paris până la velodromul din Roubaix.Câștigătorul a fost Albert Dejonghe din Belgia.

## Rezultate
| Loc | Ciclist                 | Timp       |
| --- | ----------------------- | ---------- |
| 1   | Albert Dejonghe (BEL)   | 7h 47' 00" |
| 2   | Jean Rossius (BEL)      | +6' 00"    |
| 3   | Émile Masson (BEL)      | +6' 00"    |
| 4   | Paul Deman (BEL)        | +8' 00"    |
| 5   | Charles Lacquehay (FRA) | +10' 00"   |
| 6   | Gaetano Belloni (ITA)   | +11' 30"   |
| 7   | Alfons Van Hecke (BEL)  | +11' 30"   |
| 8   | Léon Scieur (BEL)       | +13' 30"   |
| 9   | Marcel Gobillot (FRA)   | +13' 30"   |
| 10  | Henri Pélissier (FRA)   | +13' 30"   |